# サタ★マガ
『サタ★マガ』は、高知さんさんテレビで毎週土曜の18時30分から19時00分（JST）に放送されていた情報番組である。

## 概要
主に高知県内のグルメ情報を紹介している番組で、出演者は毎回MCのみならずリポーターも兼務する。また、提供読みも出演者が自ら行っている。当初は女性出演者2人がMCを務めていたが、合田泰吾の出演期には男女ペアで行われていた。
番組は長らく『生活情報サタデーウィークリーマガジン サタ★マガ』と題して放送されていたが、2013年4月以降は副題の無い『サタ★マガ』が正式名称になっている。ちなみに、番組開始から半年間はこの番組の後の19:00から、当時SMAPのメンバーだった中居正広と香取慎吾が出演し、本番組とタイトルが似たバラエティ番組『サタ☆スマ』が放送されていた。
番組放送開始30分前の土曜 17:55 - 18:00には、関連ミニ番組『サタ★マガエンタメ情報』が放送されている。こちらは主に映画・音楽・演劇・イベントなどの情報を紹介している。また、番組本編の放送が無い週にも放送される。
2015年9月19日放送をもって14年の歴史に幕を閉じ、土曜日の情報番組路線は『おちゃのまLive さんスタ!』を後番組として12:00 - 12:55に移動した。

## 出演者
島田以外は全員高知さんさんテレビアナウンサー（後に高知さんさんテレビを退社した人物も含む）。
- 尾辻舞（2001年10月6日 - 2003年3月29日）
- 野村舞（2001年10月6日 - 2005年9月24日、2014年4月13日 - 2015年9月19日） - MC降板後はナレーターを担当していたが、後に大西とのコンビでMCに復帰した。
- 島田愛（2003年4月12日 - 2008年6月28日）
- 寺島舞（2005年10月1日 - 2011年10月1日）
- 石田浩子（2008年7月5日 - 2012年3月24日）
- 合田泰吾（2011年10月15日 - 2014年3月30日）
- 大西緑（2012年4月7日 - 2015年9月19日）